# Erwin Schleich
Erwin Schleich (* 20. April 1925 in München; † 13. August 1992) war ein deutscher Architekt, Denkmalpfleger und Architekturhistoriker, der besonders für den Wiederaufbau von Münchner Baudenkmälern nach Schäden im Zweiten Weltkrieg bekannt wurde.

## Leben
Erwin Schleich schloss 1943 das Wilhelmsgymnasium München mit dem Abitur ab. Von 1947 bis 1951 studierte er an der Technischen Hochschule München bei Hans Döllgast Architektur. Nach dem Studium arbeitete er mehrere Jahre als Referendar in der Bayerischen Staatsbauverwaltung. Ab 1952 leitete er die Ausgrabungen in der Münchner Peterskirche. Von 1954 bis 1956 war er wissenschaftlicher Assistent von Hermann Leitenstorfer am Lehrstuhl für Entwerfen, Denkmalpflege und Sakralbau der Technischen Hochschule München. 1957 promovierte er zum Thema Die Peterskirche in München, ihre Baugeschichte und ihre Beziehungen zur Stadt im Mittelalter, dargestellt auf Grund der Ergebnisse der Ausgrabungen. Anschließend arbeitete er als freischaffender Architekt und war für die Wiederherstellung oder Rekonstruktion zahlreicher Münchener Baudenkmäler verantwortlich. 1973 wurde er in den Landesdenkmalrat berufen und war von 1974 bis 1991 Mitglied im Vorstand des Bayerischen Landesvereins für Heimatpflege.
1965 wurde Erwin Schleich von den Münchner Turmschreibern mit dem Bayerischen Poetentaler ausgezeichnet.
Sein Nachlass befindet sich im Architekturmuseum der Technischen Universität München.
Mit seinem Schaffen leistete Erwin Schleich einen prägenden Beitrag zur Denkmalpflege in München, über dessen Qualität unterschiedlich geurteilt wird: St. Anna im Lehel und die Damenstiftskirche, meint Hans F. Nöhbauer 1982, wurden „durch Erwin Schleich einfühlsam und mit großem Kunstverstand rekonstruiert“. Dreißig Jahre später beschreibt Peter B. Steiner die Handschrift des Architekten ganz anders: In der Wallfahrtskirche Maria Dorfen ersetzte „der Münchner Architekt Erwin Schleich (...) 1963 den [neugotischen] Choraltar durch ein Asam-Remake – den architektonischen Formen nach eine Rekonstruktion des Wallfahrtsaltars von Egid Quirin Asam aus dem Jahr 1748, in der plastischen und farbigen Umsetzung aber ein Knödelbarock, eine populistische Vergröberung barocker Formen, wie sie auch Schleichs andere »Rekonstruktionen« in Münchner Kirchen (Damenstift, Anna am Lehel, St. Peter und Asamkirche) auszeichnet.“

## Werk

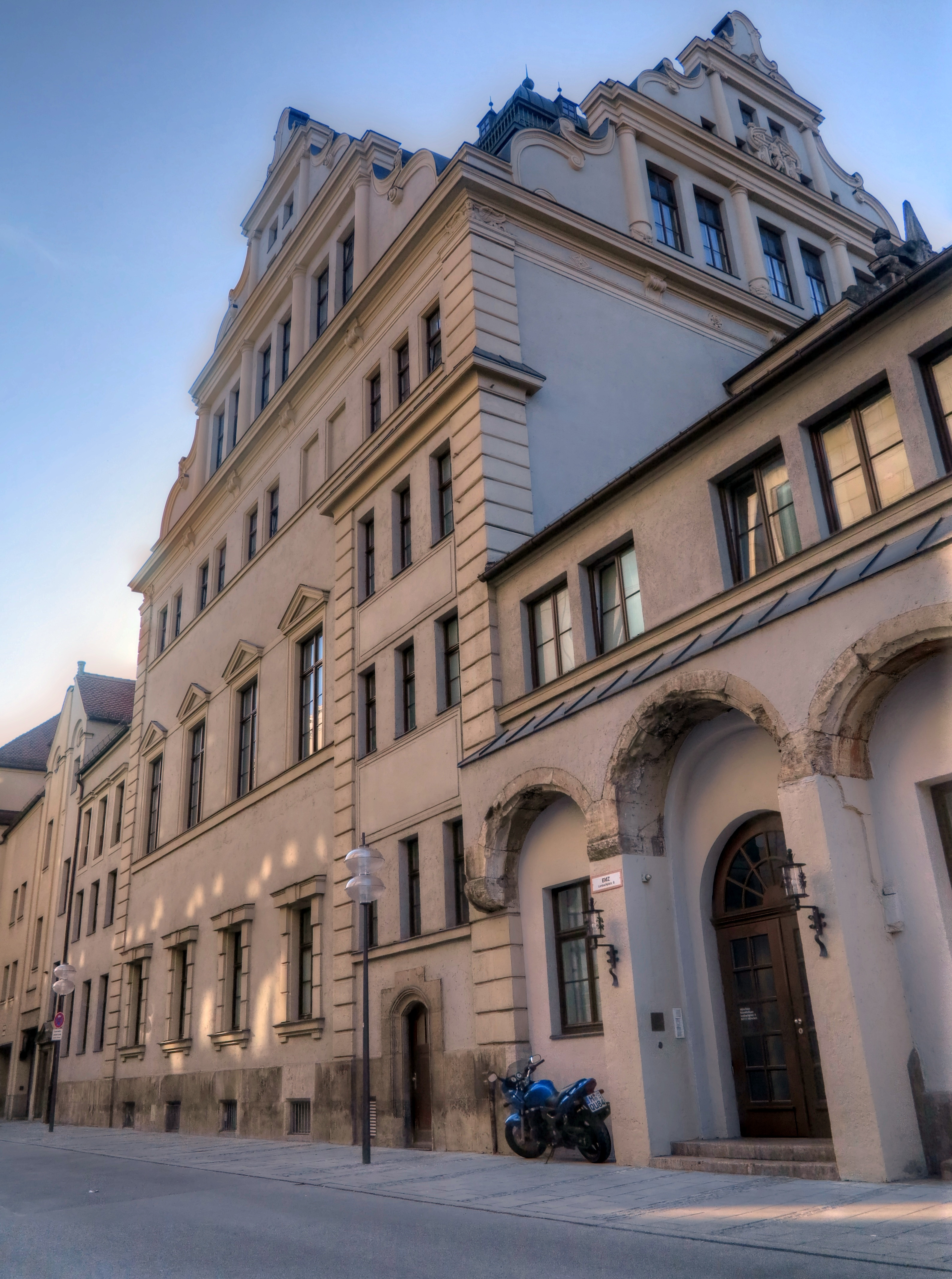
Künstlerhaus am Lenbachplatz

### Bauten (Auswahl)
- 1950: Wiederaufbau der Klosterkirche St. Anna in München, 1968 Rekonstruktion der Originalfassade von Johann Michael Fischer
- 1952–1953: Wiederaufbau von St. Peter in München (zusammen mit Rudolf Esterer)
- 1954/55: Wiederaufbau des Ruffinihauses von Gabriel von Seidl und erneute Renovierung 1973
- 1955 Wiederaufbau der Ludwigskirche in München
- 1956–1958: Wiederaufbau des Palais Neuhaus-Preysing
- 1958: Wiederaufbau des Palais Lerchenfeld
- 1958–1959: Weitgehend originalgetreuer Wiederaufbau des Asam-Schlößls von Cosmas Damian Asam, das er 1957 selbst erworben hatte und dann bewohnte.
- 1958–1960: Rekonstruktion des Preysing-Palais von Joseph Effner
- 1960–1963: Neubau Hotel Bayerischer Hof (München)
- 1960–1968: Rekonstruktion des Haslauer-Blocks von Leo von Klenze an der Ludwigstraße in München
- 1961: Wiederaufbau Künstlerhaus am Lenbachplatz von Gabriel von Seidl
- 1962–1964: Wiederaufbau der ehemaligen Augustinerkirche in der Neuhauser Straße, heute: Deutsches Jagd- und Fischereimuseum
- 1971–1973: Restaurierung des Palais Montgelas und Ausbau zum Hotel
- 1971–1974: Neubau des Turms am Alten Rathaus München nach dem Erscheinungsbild von 1462 anlässlich der Olympischen Spiele 1972
- 1976: Neubau der ukrainisch-katholischen Kathedrale Maria Schutz und St. Andreas in München
- 1980: Wiederaufbau der St. Anna-Damenstiftskirche in München
- 1982–1985: Restaurierung der Schlossanlage Possenhofen
- 1985–1989: Generalsanierung und Erweiterung des Rathauses in Rain

### Schriften
- Die Peterskirche in München, ihre Baugeschichte und ihre Beziehungen zur Stadt im Mittelalter, dargestellt auf Grund der Ergebnisse der Ausgrabungen (= Oberbayerisches Archiv für Vaterländische Geschichte. 83). Verlag des Historischen Vereins von Oberbayern, München 1958 (= Dissertation, Technische Hochschule München 1957).
- Die Asam-Kirche in München, ein Beitrag zur Restaurierung 1977. Steinkopf Verlag, Stuttgart 1977, ISBN 3-7984-0348-1.
- Die zweite Zerstörung Münchens (= Neue Schriftenreihe des Stadtarchivs München. 100). Steinkopf Verlag, Stuttgart 1978, ISBN 3-7984-0530-1.
- Hocheder, Karl. In: Neue Deutsche Biographie (NDB). Band 9, Duncker & Humblot, Berlin 1972, ISBN 3-428-00190-7, S. 285 f. (Digitalisat).